# Trifolieae
Trifolieae je  tribus mahunarki iz potporodice Faboideae. Pripada mu rod Trifolium, a po nekima i rodovi koji su uključeni u Tribus Trigonelleae.

## Rodovi
1. Trifolium L.